# No Son-jong
No Son-jong (korejsky 노선영, anglický přepis: Noh Seon-yeong; * 19. října 1989 Soul) je jihokorejská rychlobruslařka.
Na juniorském světovém šampionátu poprvé startovala v roce 2005, roku 2007 ho vyhrála. Od podzimu 2005 závodí ve Světovém poháru. Zúčastnila se Zimních olympijských her 2006 (1500 m – 32. místo, 3000 m – 19. místo) a Zimních olympijských her 2010 (1500 m – 30. místo, 3000 m – 19. místo, stíhací závod družstev – 8. místo). Na Mistrovství světa 2013 pomohla jihokorejskému týmu k bronzové medaili ve stíhacím závodě družstev. Startovala také na ZOH 2014 (1500 m – 29. místo, 3000 m – 25. místo, stíhací závod družstev – 8. místo) a 2018 (1500 m – 14. místo, stíhací závod družstev – 8. místo).